# Жабинковский район
Жа́бинковский райо́н (бел. Жабінкаўскі раён) — административная единица на западе Брестской области Республики Беларусь. Административный центр — город Жабинка.
Численность населения — 24 435 человек (на 1 января 2025 года).

## Геральдика
Герб и флаг учреждены Указом Президента Республики Беларусь от 2 декабря 2008 года № 659 и зарегистрированы в Государственном геральдическом регистре Республики Беларусь 23 января 2009 года № Б-135  и № Б-136. Одобрены решением Жабинковского районного Совета депутатов от 30 декабря 2002 года № 117.

## География
Территория 684 км² (последнее место среди районов страны). Жабинковский район граничит с Брестским районом на западе, Малоритским районом на юге, Кобринским районом на востоке и Каменецким районом на севере.

## История
Первое упоминание селения на территории Жабинки относится к 1816 году.
Район образован 15 января 1940 года в соответствии с Указом Президиума Верховного Совета БССР. 12 октября 1940 года установлено деление района на 13 сельсоветов. 8 августа 1959 года район расформирован, его территория была разделена между Брестским, Каменецким и Кобринским районами. Район вновь восстановлен 30 июля 1966 года.
20 октября 1995 года административные единицы Жабинковский район и город Жабинка, имеющие общий административный центр, объединены в одну административную единицу — Жабинковский район.
Жабинковский район (среди районов) признан победителем соревнования и занесен на Республиканскую доску почёта за достижение в 2024 году высоких результатов в сфере социально-экономического развития (вместе с Верхнедвинским районом, Сморгонским районом, Минским районом и Несвижским районом).

## Административное деление
В составе района 7 сельсоветов
- Жабинковский — 1 агрогородок, 12 деревень
- Кривлянский — 2 агрогородка, 21 деревня и 1 хутор
- Ленинский — 1 агрогородок и 10 деревень
- Озятский — 1 агрогородок, 8 деревень и 2 хутора
- Ракитницкий — 1 агрогородок, 7 деревень и 1 хутор
- Степанковский — 1 агрогородок и 16 деревень
- Хмелевский — 1 агрогородок и 8 деревень

Упразднённые сельсоветы
- Глубоковский — переименован в Кривлянский 16 июля 1954 года[9]
- Рогозненский — переименован в Ленинский 21 января 1971 года[9]
- Сакский — переименован в Хмелевский 3 июля 1972 года[9]
- Сехновичский — упразднён 16 июля 1954 года[9]
- Соколовский — упразднён 16 июля 1954 года[9]
- Старосельский — упразднён 16 июля 1954 года[9]
- Стебровский — упразднён 16 июля 1954 года[9]
- Чижевщинский — упразднён 31 марта 1959 года[9]
- Яковчицкий — 1 агрогородок и 12 деревень

## Транспорт
| Автодороги проходящие через Жабинковский район            | Обозначения |
| --------------------------------------------------------- | ----------- |
| Брест (Козловичи) — граница Российской Федерации (Редьки) | М1 E 30     |
| Каменец — Жабинка — Федьковичи                            | Р7          |
| Высокое — Каменец — Кобрин                                | Р102        |
| Жабинка — Кобрин                                          | Р104        |

## Население
Численность населения — 24 435 человек (на 1 января 2025 года), в том числе городское — 14 497 человек (Жабинка — 14 497 человек), сельское — 9 938 человек.
Население района составляет 24 454 человек (на 1 января 2023 года), в том числе в городских условиях живут 14 231 человек.
| Численность населения (по годам) | Численность населения (по годам) | Численность населения (по годам) | Численность населения (по годам) | Численность населения (по годам) | Численность населения (по годам) | Численность населения (по годам) | Численность населения (по годам) | Численность населения (по годам) | Численность населения (по годам) | Численность населения (по годам) |
| 1996                             | 2001                             | 2002                             | 2003                             | 2004                             | 2005                             | 2006                             | 2007                             | 2008                             | 2009                             | 2010                             |
| -------------------------------- | -------------------------------- | -------------------------------- | -------------------------------- | -------------------------------- | -------------------------------- | -------------------------------- | -------------------------------- | -------------------------------- | -------------------------------- | -------------------------------- |
| 25 200                           | ▲25 689                          | ▼25 546                          | ▼25 498                          | ▼25 394                          | ▼25 245                          | ▼25 161                          | ▲25 207                          | ▼25 184                          | ▼25 179                          | ▼25 077                          |
| 2011                             | 2012                             | 2013                             | 2014                             | 2015                             | 2016                             | 2017                             | 2018                             | 2019                             | 2020                             | 2021                             |
| ▼25 006                          | ▼24 987                          | ▼24 857                          | ▼24 815                          | ▲24 873                          | ▲24 880                          | ▼24 823                          | ▼24 818                          | ▲24 861                          | ▼24 832                          | ▼24 764                          |
| 2022                             | 2023                             | 2024                             | 2025                             | 2026                             |                                  |                                  |                                  |                                  |                                  |                                  |
|                                  | ▼ 24 454                         |                                  | ▼24 435                          |                                  |                                  |                                  |                                  |                                  |                                  |                                  |

| Национальный состав по переписи 2019 года | Национальный состав по переписи 2019 года | Национальный состав по переписи 2019 года | Национальный состав по переписи 2019 года | Национальный состав по переписи 2019 года | Национальный состав по переписи 2019 года | Национальный состав по переписи 2019 года | Национальный состав по переписи 2019 года | Национальный состав по переписи 2019 года | Национальный состав по переписи 2019 года | Национальный состав по переписи 2019 года | Национальный состав по переписи 2019 года | Национальный состав по переписи 2019 года | Национальный состав по переписи 2019 года | Национальный состав по переписи 2019 года |
| Всего (2019)                              | белорусы                                  | белорусы                                  | русские                                   | русские                                   | украинцы                                  | украинцы                                  | поляки                                    | поляки                                    | немцы                                     | немцы                                     | армяне                                    | армяне                                    | евреи                                     | евреи                                     |
| ----------------------------------------- | ----------------------------------------- | ----------------------------------------- | ----------------------------------------- | ----------------------------------------- | ----------------------------------------- | ----------------------------------------- | ----------------------------------------- | ----------------------------------------- | ----------------------------------------- | ----------------------------------------- | ----------------------------------------- | ----------------------------------------- | ----------------------------------------- | ----------------------------------------- |
| 24 779                                    | 21 531                                    | 86,89%                                    | 1581                                      | 6,38%                                     | 995                                       | 4,02%                                     | 197                                       | 0,8%                                      | 24                                        | 0,1%                                      | 16                                        | 0,06%                                     | 8                                         | 0,03%                                     |
|                                           |                                           |                                           |                                           |                                           |                                           |                                           |                                           |                                           |                                           |                                           |                                           |                                           |                                           |                                           |
| Национальный состав по переписи 2009 года |                                           |                                           |                                           |                                           |                                           |                                           |                                           |                                           |                                           |                                           |                                           |                                           |                                           |                                           |
| Всего (2009)                              | белорусы                                  | белорусы                                  | русские                                   | русские                                   | украинцы                                  | украинцы                                  | поляки                                    | поляки                                    | армяне                                    | армяне                                    | молдаване                                 | молдаване                                 | немцы                                     | немцы                                     |
| 25 031                                    | 22 177                                    | 88,6%                                     | 1382                                      | 5,52%                                     | 1079                                      | 4,31%                                     | 243                                       | 0,97%                                     | 19                                        | 0,08%                                     | 17                                        | 0,07%                                     | 14                                        | 0,06%                                     |

На 1 января 2021 года 19,3% населения района было в возрасте моложе трудоспособного, 55,5% — в трудоспособном, 25,2% — старше трудоспособного. Коэффициент рождаемости в 2017 году — 13,2, смертности — 14,9. Коэффициент рождаемости один из самых высоких в Брестской области (выше — только в Брестском и Столинском районах). В 2020 году в районе было заключено 127 браков (5,1 на 1000 человек) и 72 развода (2,9).

## Экономика
Промышленный комплекс района представляют шесть промышленных предприятий. Крупнейшие предприятия:
- ОАО «Жабинковский сахарный завод» (перерабатывает до 8500 т свёклы в сутки), один из четырёх в стране;
- ОАО «Жабинковский комбикормовый завод» (производит до 480 т комбикормов в сутки);
- ОАО «Торфобрикетный завод «Гатча-Осовский» (Ленинский сельсовет; производит до 60 тыс. т торфяных брикетов в год).

В 2020 году средняя зарплата работников в районе составила 92,7% от среднего уровня по Брестской области.
Выручка от реализации продукции, товаров, работ, услуг за 2020 год составила 434 млн рублей (около 170 млн долларов), в том числе 105,5 млн рублей пришлось на сельское, лесное и рыбное хозяйство, 254,8 млн на промышленность, 40,2 млн на строительство, 3,4 млн на торговлю и ремонт, 30,2 млн на прочие виды экономической деятельности.

### Сельское хозяйство
В агропромышленный комплекс района входят девять колхозов, два совхоза, семь фермерских хозяйств. Район специализируется на производстве молока, мяса, выращивании сахарной свеклы, зерновых, картофеля. Одной из главных отраслей в районе является животноводство. Земли сельскохозяйственного назначения занимают 48,8 тысяч гектаров, в том числе пашни 31,4 тысячи гектаров, сады и ягодники составляют 486 гектаров. Строительную программу в районе выполняют четыре строительные организации. Под зерновые культуры в 2020 году было засеяно 14,4 тыс. га пахотных площадей, под сахарную свёклу — 1,1 тыс. га, под кормовые культуры — 15,6 тыс. га. Главный потребитель сахарной свёклы, собираемой в Жабинковском районе, — расположенный в районном центре сахарорафинадный завод.
В 2020 году сельскохозяйственные организации района собрали 60,1 тыс. т зерновых и зернобобовых культур при урожайности 43,6 ц/га и 43,9 тыс. т сахарной свёклы при урожайности 449 ц/га.
На 1 января 2021 года в сельскохозяйственных организациях района содержалось 29,1 тыс. голов крупного рогатого скота, в том числе 9,9 тыс. коров, 21,2 тыс. свиней. В 2020 году сельскохозяйственные организации района реализовали 6,6 тыс. т мяса скота и птицы и произвели 72,1 тыс. т молока.

## Образование
В 2020 году в районе насчитывалось 12 учреждений дошкольного образования, которые обслуживали 1152 ребёнка. В 13 школах в 2020/2021 учебном году обучались 3142 ребёнка, учебный процесс обеспечивали 363 учителя.

## Культура
Действует Жабинковский районный историко-краеведческий музей (в 2016 году — 891 музейный предмет основного фонда, 2,1 тыс. посещений). В 2016 году в Жабинковском районе действовало 17 публичных библиотек с фондом 246,4 тыс. экземпляров книг и журналов. Численность пользователей составила 10,8 тыс. человек, было выдано 190,8 тыс. экземпляров книг и журналов.

## События и мероприятия
- 26 августа 2023 года прошли районные "Дажынкi"[31][32]

## Достопримечательности
- Хмелёвский Спасо-Преображенский монастырь в с. Хмелёво
- Церковь Св. Николая в аг. Озяты
- Никитская церковь в д. Здитово
- Храм в память пророка Ильи в д. Саки
- Мемориальный комплекс "Дремлево"[33]

## Галерея
- Церковь Св. Николая в Озяты
- Никитская церковь в Здитово
- Храм в память пророка Ильи в Саки